# Л-150 (СПО)
СПО Л-150 «Пастель» — авиационная станция предупреждения об облучении, разработанная в Центральное конструкторское бюро автоматики (ЦКБА, г. Омск) в 1980-х годах. Изначально предназначалась для установки на новый противотанковый штурмовик Су-25Т который и стал первым самолетом получившим новую СПО. В упрощенных вариантах Л-150 применялась и на палубном истребителе Су-33. Также планировалась установка на разрабатываемый тогда истребитель Як-141. Изначально на Су-33 , Су-25Т и его усовершенствованном варианте Су-25ТМ данные от станции Л-150 выводились на индикаторах ИПВ-1 , ИЛС-31 и ИТ-23М в кабине пилота которые дублировались речевыми сообщениями речевого информатора.
Определяет факт облучения радиолокационной станцией противника, производит определение направления и типа РЛС. Управляет комплексом РЭБ, дает целеуказание на пассивные радиолокационные головки самонаведения (ПРГС) противорадиолокационных ракет (ПРР). Принимаемый диапазон частот: от 1.2 до 18 ГГц (диапазоны D, E, F, G, H, I, J по классификации НАТО).
Состоит из двух модулей:
- Основной модуль — ведет непосредственную радиотехническую разведку, выдает информацию об обнаруженных РЛС, классифицирует цели.
- Модуль наращиваемого устройства — аппаратура управления и целеуказания — отвечает за сопряжение с ПРГС ПРР (до 6 шт), проверку границ и зон возможного применения ПРР.

СВЧ-часть представлена 3 видами пеленгаторов, каждый из которых имеет СВЧ-блок и набор антенн (от 2 до 4)
- грубый пеленгатор
- точный пеленгатор
- угломерный пеленгатор (опциональный)

Сопряжение с системами самолета (вертолета) может выполняться по интерфейсам Ethernet, MIL-1553 (МКИО), ARINC-429 (ДПК), RS-232C или любому другому по требованию заказчика.
Для настройки и технического обслуживания станции Л-150 в Центральном конструкторском бюро автоматики разработана контрольно-проверочная аппаратура Л-149.

## ТТХ
- Сектор обзора: 360° по азимуту, ±30° по углу места
- Одновременно наводимых ПРР: до 2 шт.
- Максимальное количество управляемых ПРР: 6 шт.
- Банк данных о различных типах РЛС: 128 ячеек.
- Среднеквадратичная ошибка пеленгования: от 3° до 15° в зависимости от диапазона и направления.
- Используемые для сопряжения линии связи: ГОСТ Р 52070-2003,ГОСТ 18977-79 (аналог ARINC 429) и РТМ 1495-77 (ARINCFF).
- Масса: 47,2 кг (35 кг — основной модуль; 12,2 кг — модуль наращиваемого устройства). С антеннами и блоками СВЧ — 52,44 кг.

## Варианты
Существуют различные варианты станции Л-150 "Пастель" которые устанавливались и устанавливаются на следующие типы боевых самолетов и вертолетов:
Су-25Т изначально получивший новую аппаратуру СПО;
Су-25ТМ имеющий станцию Л-150 на борту;
Су-25СМ/СМ3 на которые станция Л-150 устанавливается в ходе модернизации;
Су-27СМ/СМ3 получившие Л-150 в ходе модернизации;
Су-30МК2 (М2/МКИ/МКМ/МКА/СМ) ;
Су-33 изначально имевший первый варианты Л-150 и проходившие его замену в ходе ремонта на современный вариант станции;
Су-34;
Су-35;
МиГ-29СМТ;
МиГ-29К/КУБ;
МиГ-35;
Ка-52;
Ми-28Н;
Иные летательные аппараты по желанию заказчика.